# Tiger by the Tail
Pour plus de détails, voir Fiche technique et Distribution.
Tiger by the Tail est un film américain réalisé par R. G. Springsteen, sorti en 1970.

## Fiche technique
- Titre : Le Tigre par la queue
- Titre original : Tiger by the Tail
- Réalisation : R. G. Springsteen
- Scénario : Charles A. Wallace
- Production : Earle Lyon, William Welch et Francis D. Lyon
- Musique : Joe Greene
- Photographie : Alan Stensvold
- Montage : Terry O. Morse
- Costumes : Laura Rosser
- Pays d'origine : États-Unis
- Format : Couleurs - Mono
- Genre : Drame et thriller
- Durée : 99 minutes
- Date de sortie : 1970

## Distribution
- Christopher George : Steve Michaelis
- Tippi Hedren : Rita Armstrong
- Dean Jagger : Top Polk
- Charo : Darlita
- Glenda Farrell : Sarah Harvey
- Lloyd Bochner : Del Ware
- Skip Homeier : Deputy Sheriff Laswell
- Alan Hale Jr. : Billy Jack Whitehorn
- Fernando Pereira : Mendoza